# Cosmophasis baehrae
Cosmophasis baehrae es una especie de araña saltarina del género Cosmophasis, de la familia Salticidae, orden Araneae.

## Distribución
Se distribuye por Asia: Indonesia (Molucas) y Oceanía: Australia.

## Taxonomía
Fue descrita por Żabka & Waldock en 2012 y publicada en Żabka, M., & Waldock, J. (2012). Salticidae (Arachnida: Araneae) from Oriental, Australian and Pacific regions. Genus Cosmophasis Simon, 1901. Annales Zoologici, Warszawa 62(1): 115-, 198.